# 桂小枝のかんくう発 59時間世界一周に挑戦
桂小枝のかんくう発!59時間世界一周（かつらこえだのかんくうはつ 59じかんせかいいっしゅう）は、1994年10月5日に関西テレビ放送で放送された特別番組。

## 概要
1994年9月4日、大阪は関西国際空港の開港に沸いていた。その当日、「関空を飛び立つ一番機に乗り、世界最速で地球一周して再び関空に戻ってくるギネス世界記録を樹立しよう！という企画が当時の苧木晃プロデューサー（関西テレビ）を中心としたプロジェクトチームでスタートした。そして、旅行研究家・谷口靖弘（当時大阪国際女子大学講師）によって、世界一周の最速ギネス記録を作るための乗り換えと乗り継ぎが約1か月がかりでプランニングされた。
全ての空港をトランジットのみで通過するという0泊4日の世界一周旅行。最も短い乗り継ぎはわずか2時間という綱渡りの中で、桂小枝と一行はその目的であるギネス記録を目指す珍道中。ロケは桂小枝とディレクター兼カメラマン・武藤良博（関西テレビ）、そして通訳兼撮影助手として旅行代理店社長・新藤博の3人がドタバタの珍道中。カナダからニューヨークは航空行政上国内線扱いになるという不思議なマジックも味方し、カナダ・バンクーバーから到着したラガーディア空港から次のロンドン行きが飛び立つジョン・F・ケネディ国際空港までのトランジットを陸路で道中観光まで楽しむというウルトラCも。結果、世界一周の基準である総飛行距離39,461kmを59時間17分17秒でクリアし、「コンコルドを使わない最速世界一周の記録」として『ギネスブック'95 日本版』に掲載された。

## 出演者
- 桂小枝
- 新堂博
- 谷口靖弘
- ジェフ・バーグランド
- 桂きん枝
- ハイヒール

## スタッフ
- 構成：本多正識
- 編集：磯田貴彦
- 効果：久保秀夫
- タイトル：松尾貞美
- CGタイトル：D&Lくまもと
- 協力：QANTASオーストラリア航空
- 技術協力：イングス、戯音工房
- ディレクター：武藤良博
- プロデューサー：苧木晃
- 制作著作：関西テレビ